# William Seward Burroughs I.
William Seward Burroughs I. (* 28. Januar 1857 in Rochester, New York; † 14. September 1898 in Citronelle, Alabama) war ein US-amerikanischer Unternehmer, Gründer der Burroughs Corporation und Erfinder einer Addiermaschine.

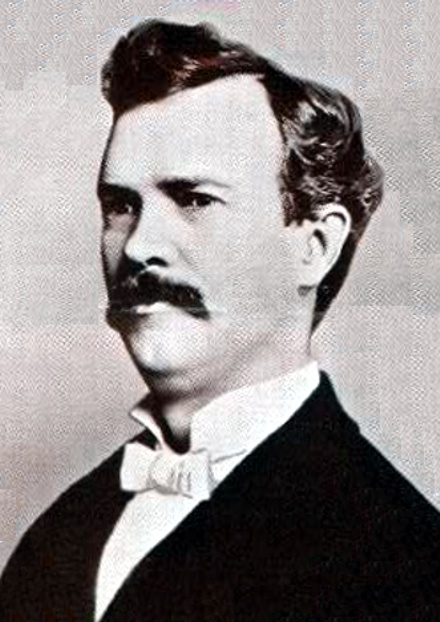
William S. Burroughs

## Leben
Burroughs war der Sohn eines Mechanikers und wuchs in Auburn auf. Er besuchte die High School und war danach auf Wunsch des Vaters Bankangestellter, obwohl er selbst feinmechanische Neigungen hatte. Dort hatte er monotone Additionsaufgaben in der Buchhaltung zu verrichten und begann sich mit der Möglichkeit zu befassen, eine mechanische Rechenmaschine zu bauen, die besser und zuverlässiger als die in der Bank vorhandenen Maschinen funktionierte. Nach sieben Jahren in der Bank kündigte er aus Gesundheitsgründen Anfang der 1880er Jahre und ging auf Anraten seines Arztes ins wärmere St. Louis. Hier entstand seine Addiermaschine und 1886 gründete er die American Arithmometer Company, nach dem Umzug 1904 nach Detroit nach ihrem Gründer die Burroughs Adding Machine Company genannt. Sie wurde 1953 in die Burroughs Corporation umbenannt.
Burroughs wurde in die National Inventors Hall of Fame aufgenommen.
Er war der Großvater des Schriftstellers William S. Burroughs.

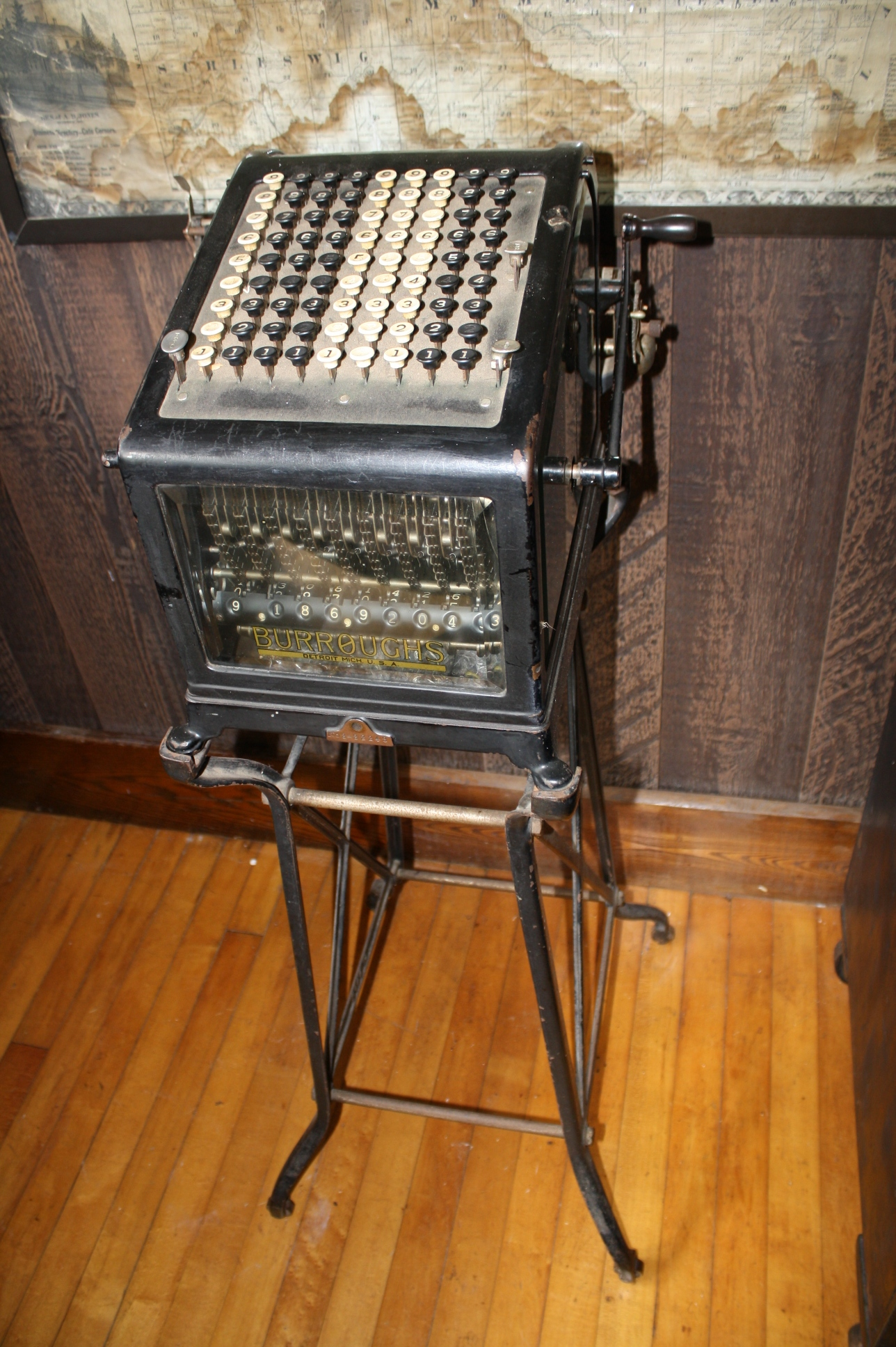
Addiermaschine von Burroughs

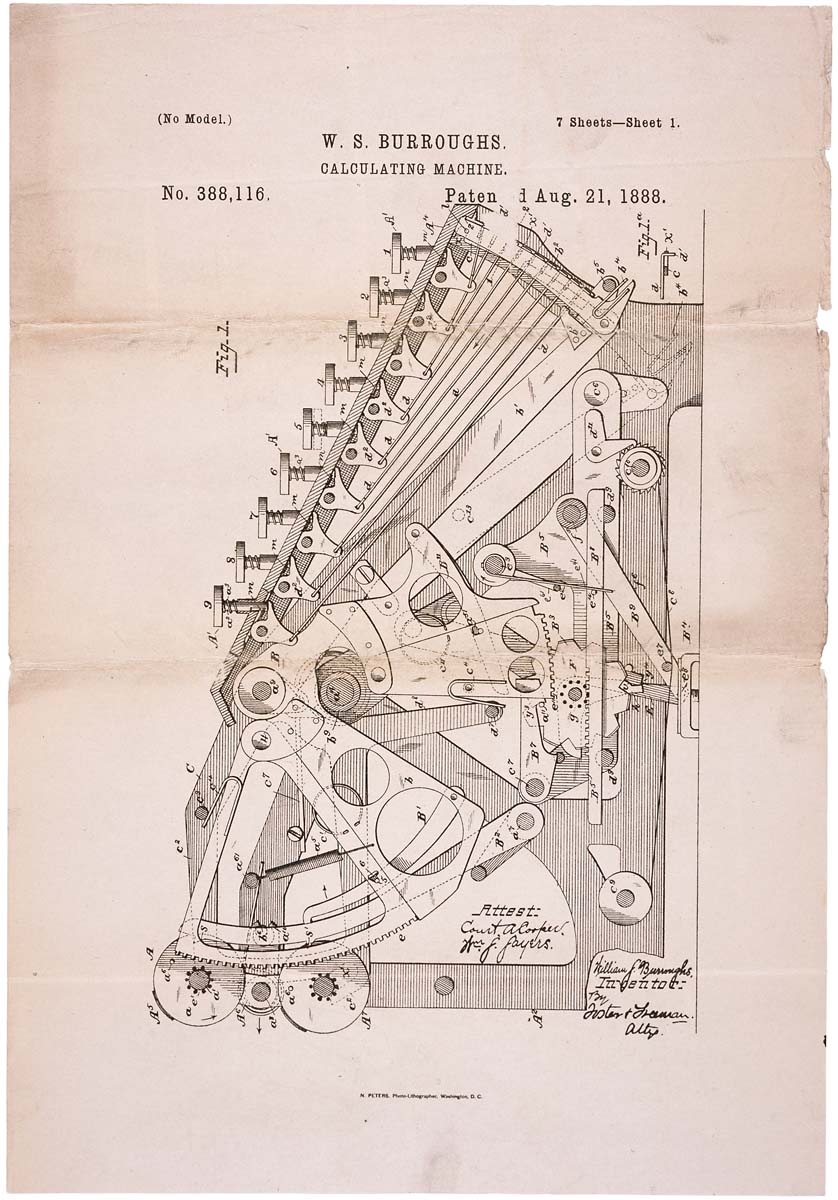
Patent-Zeichnung seiner Rechenmaschine 1888

Er liegt in St. Louis begraben.